# Carballedo
Carballedo és un municipi de la província de Lugo a Galícia. Pertany a la Comarca de Chantada.
| 9.804 | 9.116 | 10.295 | 4.581 | 3.055 |
| Fonts: INE i IGE (Els criteris de registre censal variaren i les dades de l'INE i de l'IGE poden no coincidir.) |       |        |       |       |

## Parròquies
| - Aguada (Santa Baia) - Buciños (San Miguel) - Carballedo (Santa María) - Cartelos (Santo Estevo) - Castro (San Cristovo) - A Cova (San Xoán) - Erbedeiro (San Pedro) - Furco (San Gregorio) - Lobelle (San Cristovo) - Lousada (Santiago) - Marzás (Santa María) - Milleirós (San Xoán) | - Oleiros (San Miguel) - Pradeda (Santiago) - San Mamede de Lousada (San Mamede) - San Romao de Campos (San Romao) - San Salvador de Búbal (San Salvador) - Santa Baia de Búbal (Santa Baia) - Santa Cristina de Asma (Santa Cristina) - Santa Mariña do Castro (Santa Mariña) - Temes (Santa María) - Veascós (Santa Mariña) - Vilaquinte (Santa María) |